# Explosiones pirotécnicas de Celaya de 1999
El 26 de septiembre de 1999, un depósito de fuegos artificiales y pólvora almacenados ilegalmente explotó en la ciudad mexicana de Celaya, generando posteriormente otras dos explosiones en cadena que terminarían generando un saldo total de 72 muertos 358 heridos. Este suceso pasaría a ser conocido localmente también como el Domingo Negro de Celaya.
El desastre fue causado por la detonación de varias toneladas de fuegos artificiales y pólvora alrededor entre poco antes de las 10 y las 11 de la mañana hora local. Tras las explosiones, el presidente mexicano Ernesto Zedillo solicitó dar atención inmediata a las víctimas y anunció que el gobierno llevaría a cabo una investigación sobre el desastre. La única condenada a cárcel por el suceso fue Angélica Vargas Bocanegra, dueña de la Abarrotera Celaya, lugar donde se originó la explosión al estar almacenado en él cuatro toneladas de pólvora de manera ilegal. No hubo ningún otro tipo de reparación por parte del estado mexicano a los vecinos afectados por el suceso. A raíz del Domingo Negro, la venta y quema de material pirotécnico fue prohibida en el municipio de Celaya.